# San Juan Quiotepec
San Juan Quiotepec è un comune del Messico, situato nello stato di Oaxaca.